# Sanharib Malki
Sanharib Malki Sabah, en árabe: سنحاريب ملكي‎, en asirio: ܣܢܚܪܝܒ ܡܠܟܝ (nacido el 1 de marzo de 1984), es un exfutbolista sirio que jugaba como delantero.

## Trayectoria
Malki inició su carrera como juvenil en Bélgica, en el SCUP Jette. En el 2002 firmó un contrato profesional con el equipo de la tercera división belga, el R.U. St. Gilliose.
Luego de varios años en Bélgica y una buena presentación en la Copa Asiática 2011 con Siria, Malki se unió al club holandés Roda JC el 21 de julio de 2011.

## Con la selección de Siria
Al contar con nacionalidad siria y belga, Malik tenía la oportunidad de jugar para cualquiera de los países. Fue convocado en 2008 para un partido de Siria durante las eliminatorias a la Copa Mundial de 2010 contra Kuwait. Aceptó la convocatoria e hizo su debut con la selección siria el 8 de junio de 2008.